# Doctor Who (5.ª temporada)
A quinta temporada do programa de televisão britânico de ficção científica Doctor Who começou em 3 de abril de 2010 com "The Eleventh Hour" e terminou em 26 de junho de 2010 com "The Big Bang". É a primeira temporada de Steven Moffat como escritor principal e produtor executivo, substituindo Russell T Davies que deixou a série em "The End of Time". Composta por 13 episódios, dos quais seis foram escritos por Moffat. Piers Wenger e Beth Willis foram os produtores executivos, enquanto Tracie Simpson e Peter Bennett agiram como produtores. Embora seja a 5.ª transmissão desde o renascimento da série em 2005 e a 31.ª temporada desde que começou em 1963, foi produzida com o código de "1.ª Temporada". Foi a primeira temporada de Matt Smith como O Doutor e dos novos companheiros Amy Pond (Karen Gillan) e Rory Williams (Arthur Darvill) e também o retorno de Alex Kingston como River Song.

## Elenco

### Elenco Principal
- Matt Smith como Décimo Primeiro Doutor (13 episódios)
- Karen Gillan como Amy Pond (13 episódios)
- Arthur Darvill como Rory Williams (7 episódios)
- Alex Kingston como River Song (4 episódios)

### Elenco Regular
- Caitlin Blackwood como jovem Amy Pond (2 episódios)
- Neve Mcintosh como Alaya/Restac (2 episódios)
- James Corden como Craig Owens (1 episódio)
- Sophie Okonedo como  Liz 10 (1 episódio)
- Tony Curran como  Vincent Van Gogh (2 episódios)
- Ian McNeice como Winston Churchill (2 episódios)

## Episódios
| História | Episódio | Título                                           | Dirigido por       | Escrito por    | Exibição original   | Cód. de produção | Audiência no Reino Unido (milhões) | AI |
| --- | -------- | ------------------------------------------------ | ------------------ | -------------- | ------------------- | ---------------- | ---------------------------------- | -- |
| 203 | 1        | "The Eleventh Hour" "A Décima Primeira Hora"     | Adam Smith         | Steven Moffat  | 3 de abril de 2010  | 1.1              | 10,09                              | 86 |
| O Doutor regenerou em um novo homem, mas o perigo ataca antes que ele possa até mesmo se recuperar. |          |                                                  |                    |                |                     |                  |                                    |    |
| 204 | 2        | "The Beast Below" "A Besta de Baixo"             | Andrew Gunn        | Steven Moffat  | 10 de abril de 2010 | 1.2              | 8,42                               | 86 |
| O Doutor leva Amy para um futuro distante, onde ela descobre a Grã-Bretanha no espaço e encontra os aterrorizantes Smilers. |          |                                                  |                    |                |                     |                  |                                    |    |
| 205 | 3        | "Victory of the Daleks" "A Vitória dos Daleks"   | Andrew Gunn        | Mark Gatiss    | 17 de abril de 2010 | 1.3              | 8,21                               | 84 |
| O Doutor foi convocado por um velho amigo, mas nos Escritórios de Guerra bem abaixo das ruas de devastadas pelos bombardeios em Londres, é o seu mais antigo inimigo que ele encontra à sua espera. |          |                                                  |                    |                |                     |                  |                                    |    |
| 206a | 4        | "The Time of Angels" "O Tempo dos Anjos"         | Adam Smith         | Steven Moffat  | 24 de abril de 2010 | 1.4              | 8,59                               | 87 |
| O Doutor é recrutado para encontrar o último dos Anjos Lamentadores através do aterrorizante Labirinto do Mortos. Enquanto isso, a misteriosa River Song entra novamente na vida do Doutor. |          |                                                  |                    |                |                     |                  |                                    |    |
| 206b | 5        | "Flesh and Stone" "Carne e Pedra"                | Adam Smith         | Steven Moffat  | 1 de maio de 2010   | 1.5              | 8,50                               | 86 |
| Não há como voltar, como subir e como sair. Preso entre um exército de Anjos Lamentadores, o Doutor e seus amigos devem tentar escapar pelos destroços de uma nave acidentada. |          |                                                  |                    |                |                     |                  |                                    |    |
| 207 | 6        | "The Vampires of Venice" "Os Vampiros de Veneza" | Jonny Campbell     | Toby Whithouse | 8 de maio de 2010   | 1.6              | 7,68                               | 86 |
| Em Veneza, até mesmo o perigo é lindo. A Casa de Calvierri tem toda a cidade sob a sua protecção, mas algo está muito errado. Há cadáveres sem nenhum sangue na rua, algo se esconde no canal, e as meninas Calvierri são a mais encantadoras na cidade, exceto quando você olha no espelho...                 |          |                                                  |                    |                |                     |                  |                                    |    |
| 208 | 7        | "Amy's Choice" "A Escolha de Amy"                | Catherine Morshead | Simon Nye      | 15 de maio de 2010  | 1.7              | 7,55                               | 84 |
| Já se passaram cinco longos anos desde que Amy viajou na Tardis com seu misterioso Doutor - e quando ele aparece de novo, na véspera do nascimento de seu primeiro filho, o perigo não está muito longe dele. Amy se depara com uma escolha dolorosa que vai mudar sua vida para sempre.                       |          |                                                  |                    |                |                     |                  |                                    |    |
| 209a | 8        | "The Hungry Earth" "A Terra Faminta"             | Ashley Way         | Chris Chibnall | 22 de maio de 2010  | 1.8              | 6,49                               | 86 |
| Em 2015, o projeto de perfuração mais ambicioso da história está em curso. Dr Nasreen Chaudhry e sua equipe chegaram a 21 km dentro da crosta da Terra - mas alguma coisa está se mexendo bem abaixo. Amy Pond descobre que não há para onde correr quando você não pode nem mesmo confiar no chão a seus pés. |          |                                                  |                    |                |                     |                  |                                    |    |
| 209b | 9        | "Cold Blood" "Sangue Frio"                       | Ashley Way         | Chris Chibnall | 29 de maio de 2010  | 1.9              | 7,49                               | 85 |
| O Doutor deve enfrentar seu desafio mais difícil até agora. Uma batalha em que ele não pode tomar partido e um dia em que ninguém deve morrer... |          |                                                  |                    |                |                     |                  |                                    |    |
| 210 | 10       | "Vincent and the Doctor" "Vincent e o Doutor"    | Jonny Campbell     | Richard Curtis | 5 de junho de 2010  | 1.10             | 6,76                               | 86 |
| O terror se esconde nos milharais de Provence, mas somente um pintor triste e solitário pode vê-lo. Amy Pond encontra-se lado a lado com Vincent van Gogh, em uma batalha com um alienígena mortal - salvar o mundo nunca foi tão ruívo! Mas pode até mesmo o Doutor salvar Vincent?                           |          |                                                  |                    |                |                     |                  |                                    |    |
| 211 | 11       | "The Lodger" "O Inquilino"                       | Catherine Morshead | Gareth Roberts | 12 de junho de 2010 | 1.11             | 6,44                               | 87 |
| O Doutor enfrenta seu maior desafio até agora - um apartamento compartilhado! Pessoas estão desaparecendo em Aickman Road, e o Doutor deve resolver o mistério de uma escada em que as pessoas sobem - mas nunca descem.                                                                                       |          |                                                  |                    |                |                     |                  |                                    |    |
| 212a | 12       | "The Pandorica Opens" "A Pandorica Se Abre"      | Toby Haynes        | Steven Moffat  | 19 de junho de 2010 | 1.12             | 7,57                               | 88 |
| Uma mensagem no mais antigo penhasco no universo, uma enigmatica caixa abrindo por dentro e um amor que dura milhares de anos ... Os destinos estão aproximando ao redor da Tardis - este é o dia em que o Doutor cairá?                                                                                       |          |                                                  |                    |                |                     |                  |                                    |    |
| 212b | 13       | "The Big Bang" "O Big Bang"                      | Toby Haynes        | Steven Moffat  | 26 de junho de 2010 | 1.13             | 6,70                               | 89 |
| O Doutor se foi, a Tardis foi destruída, e o universo está entrando em colapso. A única esperança para toda a realidade é uma garotinha que ainda acredita em estrelas. |          |                                                  |                    |                |                     |                  |                                    |    |

## Episódios suplementares
| Título | Dirigido por | Escrito por   | Exibição original                      |
| --- | ------------ | ------------- | -------------------------------------- |
| Meanwhile, in the TARDIS... (parte 1) | Euros Lyn    | Steven Moffat | 8 de novembro de 2010 (lançado em DVD) |
| Continuando o final de The Eleventh Hour, Amy faz umas pares de perguntas sobre o Doutor e a Tardis.                                                          |              |               |                                        |
| Meanwhile, in the TARDIS... (parte 2) | Euros Lyn    | Steven Moffat | 8 de novembro de 2010 (lançado em DVD) |
| Amy tem acesso as gravações das companheiras anteriores do Doutor. O Doutor decide buscar Rory na despedida de Solteiro. Prequel para The Vampires of Venice. |              |               |                                        |

## Gravações
As gravações começaram em Julho de 2009 e duraram aproximadamente nove meses, todos os episódios foram filmados em Gales com exceção de "The Vampires of Venice" e "Vincent and the Doctor" que tiveram cenas gravadas na Croácia.
| Bloco | Episódio                                          | Diretor            | Roteirista                    | Produtor                          | Código    |
| ----- | ------------------------------------------------- | ------------------ | ----------------------------- | --------------------------------- | --------- |
| 1     | "The Time of Angels" "Flesh and Stone"            | Adam Smith         | Steven Moffat                 | Tracie Simpson                    | 1.4 1.5   |
| 2     | "Victory of the Daleks" "The Beast Below"         | Andrew Gunn        | Mark Gatiss Steven Moffat     | Peter Bennett                     | 1.3 1.2   |
| 3     | "The Eleventh Hour"                               | Adam Smith         | Steven Moffat                 | Tracie Simpson                    | 1.1       |
| 4     | "The Hungry Earth" "Cold Blood"                   | Ashley Way         | Chris Chibnall                | Peter Bennett                     | 1.8 1.9   |
| 5     | "The Vampires of Venice" "Vincent and the Doctor" | Jonny Campbell     | Toby Whithouse Richard Curtis | Tracie Simpson Patrick Schweitzer | 1.6 1.10  |
| 6     | "The Pandorica Opens" "The Big Bang"              | Toby Haynes        | Steven Moffat                 | Peter Bennett                     | 1.12 1.13 |
| 7     | "The Lodger" "Amy's Choice"                       | Catherine Morshead | Gareth Roberts Simon Nye      | Tracie Simpson Patrick Schweitzer | 1.11 1.7  |